# Sandino Núñez
Sandino Andrés Núñez Machado (Tacuarembó, 27 de agosto de 1961) es un filósofo, docente y escritor uruguayo.  

## Biografía
Sandino Núñez es licenciado en filosofía por la Universidad de la República, especializado en Epistemología y Filosofía de la Ciencia, en filosofía del lenguaje, lingüística y análisis del discurso. También es técnico en estadigrafía.
Está interesado en la filosofía como posibilidad crítica de la cultura contemporánea, el carácter asimbólico del capitalismo tardío, la subjetividad como herramienta de socialización política, revitalizar la teoría del sujeto y el psicoanálisis.
Coordina grupos de estudio, seminarios y talleres no curriculares.
Fue coordinador de las páginas culturales de El Popular (1985-1989), codirector del suplemento El semanario, diario La hora (1989), director del suplemento La República de Platón (1993-1995).
En Canal 5, escribió el guion y condujo el programa "Prohibido Pensar", dedicado a la filosofía. Entre 2009 y 2010 fueron emitidos treinta capítulos. El programa relaciona la filosofía con hechos de la vida cotidiana y la cultura popular. El libro que reúne los textos de los tres ciclos hasta ahora emitidos del programa televisivo homónimo, estuvo en Uruguay entre los diez más vendidos en 2011.
En el año 2019 su libro Psicoanálisis para máquinas neutras fue ganador del Premio Nacional de Literatura en la categoría Ensayo de Filosofía, obra édita.

## Libros
| Año  | Título                                   | ISBN              | Editorial         | Otros                                             |
| ---- | ---------------------------------------- | ----------------- | ----------------- | ------------------------------------------------- |
| 2005 | Lo sublime y lo obsceno                  | 987-1081-75-8     | Libros del Zorzal | Geopolítica de la subjetividad                    |
| 2006 | Disney War                               | 9974-7938-6-6     | Lapzus            | Violencia territorial en la aldea global.         |
| 2008 | El miedo es el mensaje                   | 9974-8152-3-0     | Amuleto           |                                                   |
| 2009 | Cosas profanas                           | 978-9974-32-526-5 | Ediciones Trilce  | Los límites políticos de los objetos              |
| 2010 | Prohibido pensar                         | 9789974699359     | Hum               |                                                   |
| 2012 | La vieja hembra engañadora               | 9789974699328     | Hum               | Ensayos resistentes sobre el lenguaje y el sujeto |
| 2014 | Breve diccionario para tiempos estúpidos | 97899748419994    | Criatura Editora  | Observaciones oscuras sobre ontología pagana.     |
| 2016 | El animal letrado                        | 9789974839090     | H Editores        | Literatura, verdad, política                      |
| 2017 | Psicoanálisis para máquinas neutras      | 9789974882164     | Hum               | Biopoder o la plenitud del capitalismo.           |
| 2020 | Anástrofe                                | 9789974908918     | Hum               | Sobre juegos, virus y locura.                     |